# 7206 Shiki
7206 Shiki è un asteroide della fascia principale. Scoperto nel 1996, presenta un'orbita caratterizzata da un semiasse maggiore pari a 3,0243466 UA e da un'eccentricità di 0,0836691, inclinata di 10,86357° rispetto all'eclittica.